# Этнофолизм

Специальный выпуск Paris Post с заголовком «Japs quit» о капитуляции Японии, 10 августа 1945

Этнофоли́зм (от др.-греч. ἔθνος «племя, род» + φαῦλος «ничтожный, порочный»), экспрессивный этноним, прозвищный этноним — обозначение народа, не употребляющееся самим этим народом (экзоэтноним) и имеющее отрицательную коннотацию, прозвищное обозначение. Может принадлежать к пейоративной лексике просторечия, жаргону, диалекту.
Этнофолизмы включают в себя негативно коннотированные именования представителей различных этносов в жаргонах-социолектах, проникающие оттуда благодаря своей экспрессивности как средство стилизации в литературный язык.
В отличие от нейтрально коннотируемых этнонимов (например, «немцы», «иностранцы»), семантике этнофолизмов свойственны не только оппозиция «свой-чужой», но и значение чуждости именуемого, при этом негативность коннотации может варьировать от иронично-пренебрежительной («макаронник» по отношению к итальянцам, «лягушатник» по отношению к французам) до уничижительной, презрительной и бранной («чучмеки», «чурки» по отношению к представителям народов Средней Азии, «хачи» по отношению к представителям народов Кавказа). К русским просторечным прозвищным этнонимам принадлежат «фрицы» (о немцах), «хохлы» (об украинцах), «жиды» (о евреях), к диалектным относится «пшеки» (поляки).
В некоторых случаях в качестве этнофолизмов используются нейтральные в своём основном значении лексемы языка говорящего, приобретающие пейоративное значение в контексте высказывания («чёрный» к неграм, «брат» по отношению к иностранным студентам в студенческом сленге) либо заимствованная лексика, например, личные имена («фрицы» по отношению к немцам).